# Marcy Kaptur

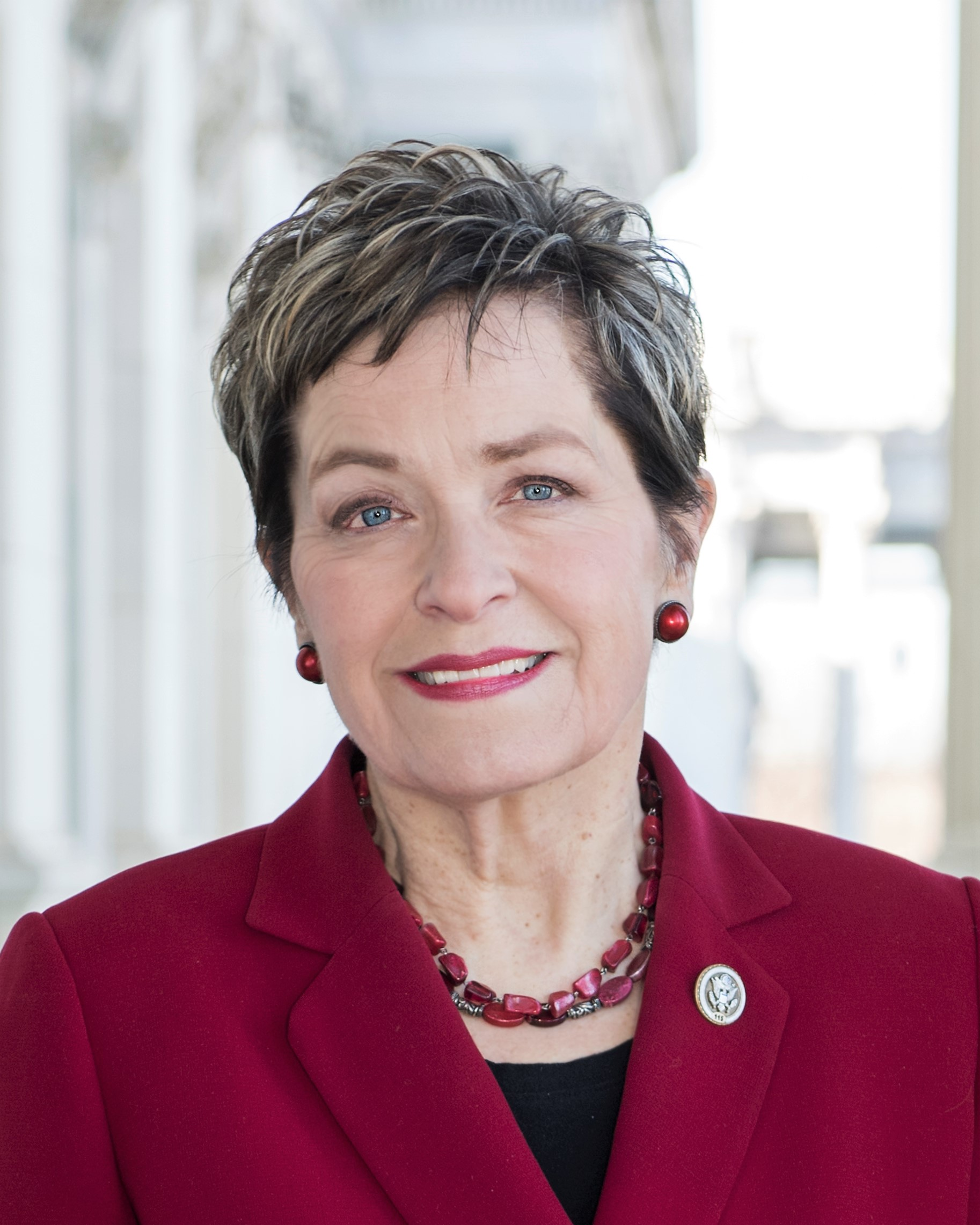
Marcy Kaptur (2018)

Marcia Carolyn „Marcy“ Kaptur (* 17. Juni 1946 in Toledo, Lucas County, Ohio) ist eine US-amerikanische Politikerin der Demokratischen Partei. Seit Januar 1983 vertritt sie den neunten Distrikt des Bundesstaats Ohio im US-Repräsentantenhaus. Aktuell ist sie die Abgeordnete mit der längsten Amtszeit im Repräsentantenhaus vor Edith Nourse Rogers.

## Biografie
Marcy Kaptur wurde in Toledo als Tochter polnischer Einwanderer geboren. Ihre Familie besaß einen kleinen Supermarkt in Toledo. 1964 schloss sie mit einem High-School-Abschluss an der St. Ursulas Academy, einer katholischen Mädchenschule, ab. Ihren Bachelor of Arts in Geschichte erwarb sie 1968 an der University of Wisconsin–Madison, ihren Master in Stadtplanung erwarb sie 1974 an der University of Michigan. Im Anschluss studierte sie ein Semester an der University of Manchester in England. Am Massachusetts Institute of Technology schloss sie 1981 nochmals ein Studium in Stadtplanung ab. Sie war daraufhin als Stadtplanerin tätig. Zwischen 1977 und 1979 war sie Innenpolitische Beraterin von Präsident Jimmy Carter. 1993 erhielt sie die Ehrendoktorwürde der Rechtswissenschaft von der University of Toledo.
Marcy Kaptur lebt privat in Toledo, im selben Haus, in dem sie bereits aufgewachsen war.

## Politik
Bei den Kongresswahlen des Jahres 1982 wurde Marcy Kaptur als Kandidatin ihrer Partei zum Nachfolger von Ed Weber im  9. Kongresswahlbezirk des Staates Ohio ins Repräsentantenhaus der Vereinigten Staaten nach Washington, D.C. gewählt, wo sie am 3. Januar 1983 ihr neues Mandat antrat. Sie konnte ebenfalls alle folgenden 19 Wahlen zwischen 1984 und 2020 gewinnen. Ihre aktuelle Legislaturperiode im Repräsentantenhaus des 117. Kongresses läuft noch bis zum 3. Januar 2023.
Die Primary (Vorwahl) ihrer Partei für die Wahlen 2022 am 3. Mai konnte sie ohne Gegenkandidaten gewinnen. Dadurch trat sie am 8. November 2022 gegen J.R. Majewski von der Republikanischen Partei an. Sie konnte die Wahl mit 56,6 % der Stimmen für sich entscheiden und war dadurch auch im Repräsentantenhaus des 118. Kongresses vertreten. Bei der Wahl 2024 zum 119. Kongress hatte sie in der Vorwahl keine Herausforderer, während sich bei den Republikanern Derek Merrin als Gegenkandidaten qualifizierte. Die folgenden Hauptwahl galt als eine der spannendsten, wobei Republikaner auf die Zugkraft von Donald Trumps Running Mate J. D. Vance in der gleichzeitigen Präsidentschaftswahl hofften. Kaptur setzte sich gegen Merrin mit 48,27 % zu 47,63 % knapp durch, der Libertäre Tom Pruss erhielt 4,1 %. Ihre aktuelle Amtszeit im Repräsentantenhaus des 119. Kongresses dauert bis zum 3. Januar 2027

### Ausschüsse
Sie ist aktuell Mitglied in folgenden Ausschüssen des Repräsentantenhauses:
- Committee on Agriculture
- Committee on Appropriations
  - Defense
  - Energy and Water Development, and Related Agencies (Vorsitz)
  - Interior, Environment, and Related Agencies
- Committee on Veterans’ Affairs
  - Disability Assistance and Memorial Affairs
- Select Committee on Economic Disparity and Fairness in Growth

Zuvor war sie auch Mitglied im Committee on the Budget. Außerdem gehört sie mehreren Congressional Caucuses an.

### Ansichten
Im Vorfeld der Präsidentschaftswahlen des Jahres 2016 unterstützt sie Bernie Sanders. Sie weigert sich, Gehaltserhöhungen des Kongresses zu akzeptieren und spendet sie, um das Bundesdefizit und wohltätige Zwecke in ihrer Heimatgemeinde auszugleichen.